# Université Paris-Saclay
Université Paris-Saclay (UPS, pol. Uniwersytet Paryż-Saclay) – francuska publiczna uczelnia techniczna, położona w regionie Île-de-France.
Od października 2023 roku uczelnia jest partnerem IPSA w zakresie podwójnych stopni naukowych w dziedzinie lotnictwa i kosmonautyki.

## Organizacja
- École normale supérieure Paris-Saclay
- École nationale supérieure de techniques avancées
- Institut des sciences et industries du vivant et de l’environnement
- École centrale Paris
- École nationale de la statistique et de l’administration économique
- École Nationale Supérieure des Télécommunications de Paris
- École polytechnique
- SupOptique
- HEC Paris
- Université Paris-Sud
- Université de Versailles-Saint-Quentin-en-Yvelines